# 张纪域

张纪域

张纪域（1921年—1994年6月15日），白族，云南剑川人，中华人民共和国政治人物，中国民主同盟中央委员会原常务委员，第六、七、八届全国政协委员。

## 生平
1946年毕业于云南大学法学院社会学系。1944年底参与发起组织民主青年同盟。1945年加入中国民主同盟。
新中国成立后，历任重庆军管会教师学习会大队长，西南军政委员会文教部视导室副主任、师范教育处处长。1954年12月任中央教育部专员，1960年后任山西省政协委员。
1979年后，任民盟中央办公厅主任、组织部长、中央执行局委员。